# Copa Mundial de Fútbol Americano de 2015
La Copa Mundial de Fútbol Americano de 2015 fue la quinta edición que se realiza desde 1999 organizada por la Federación Internacional de Fútbol Americano. El torneo tuvo su sede en Canton (Ohio), Estados Unidos.
La Federación Internacional de Fútbol Americano optó por la candidatura de los Estados Unidos para evitar la cancelación del Campeonato Mundial Sénior en 2015.
La Federación Estadounidense propuso la legendaria ciudad de Canton (Ohio) para realizar la quinta edición de dicho evento internacional.

## Clasificación
| Confederación | Evento de clasificación                     | Fecha                           | Lugar         | Vacantes | Clasificados             |
| ------------- | ------------------------------------------- | ------------------------------- | ------------- | -------- | ------------------------ |
| Europa        | Organizador                                 | 12 de octubre de 2011           |               | 1        | Suecia                   |
| América       | Copa Mundial de Fútbol Americano de 2011    | 16 de julio de 2011             | Austria       | 1        | Estados Unidos           |
| África        | Clasificación africana                      | 13 de diciembre de 2014         | Egipto        | 1        | Marruecos                |
| América       | Clasificación de América                    |                                 |               | 3        | Canadá México            |
| América       | Clasificación de América                    | 31 de enero de 2015             |               | 3        | Brasil                   |
| Asia          | Juego de clasificación (Corea vs Kuwait)    | 12 de abril de 2014             | Corea del Sur | 1        | Corea del Sur            |
| Asia          | Juego de clasificación (Japón vs Filipinas) | 26 de abril de 2014             | Japón         | 1        | Japón                    |
| Europa        | Campeonato Europeo 2014                     | 30 de mayo – 7 de junio de 2014 | Austria       | 3        | Alemania Austria Francia |
| Oceanía       | Clasificación de Oceanía                    |                                 |               | 1        | Australia                |
| Total         |                                             |                                 |               | 12       |                          |

### Clasificación de África
Se otorgó un boleto al continente ganando la eliminatoria la representación de Marruecos por 26-6 a Egipto, disputado el 13 de diciembre de 2014 en El Cairo, Egipto

### Clasificación de América
Se otorga boleto directo a Canadá y México, mientras Brasil venció en un solo juego 26-14 a Panamá el 31 de enero de 2015. Panamá resultó campeón del torneo Centroamericano.

#### Panamá vs Brasil
Panamá y Brasil se enfrentaron en el juego clasificatorio. Panamá consiguió su boleto al ser campeón del Central American Bowl 2013, mientras que Brasil llega como el mejor clasificado de América del Sur. 
| \| Brasil @Panamá \| 1 \| 2 \| 3 \| 4 \| T \| \| -------------- \| - \| - \| - \| - \| -- \| \| Panamá \| 7 \| 0 \| 7 \| 0 \| 14 \| \| Brasil \| 7 \| 7 \| 6 \| 6 \| 26 \| |   |   |   |   |    |
| Brasil @Panamá | 1 | 2 | 3 | 4 | T  |
| Panamá | 7 | 0 | 7 | 0 | 14 |
| Brasil | 7 | 7 | 6 | 6 | 26 |

### Clasificación de Asia

#### Japón vs. Filipinas
Japón derrotó a las Filipinas 86-0 en Tokio para asegurar un puesto en el torneo.
| \| Filipinas @Japón \| 1 \| 2 \| 3 \| 4 \| T \| \| ---------------- \| -- \| -- \| -- \| -- \| -- \| \| Japón \| 30 \| 12 \| 14 \| 21 \| 86 \| \| Filipinas \| 0 \| 0 \| 0 \| 0 \| 0 \| |    |    |    |    |    |
| Filipinas @Japón | 1  | 2  | 3  | 4  | T  |
| Japón | 30 | 12 | 14 | 21 | 86 |
| Filipinas | 0  | 0  | 0  | 0  | 0  |

#### Corea del Sur vs. Kuwait
La selección nacional de Kuwait perdió la clasificación de Asia para el Mundial del 2015 en Suecia contra Corea, con un marcador de 69-7.
| \| Kuwait @Corea del Sur \| 1 \| 2 \| 3 \| 4 \| T \| \| --------------------- \| -- \| -- \| -- \| -- \| -- \| \| Corea del Sur \| 21 \| 14 \| 20 \| 14 \| 69 \| \| Kuwait \| 0 \| 7 \| 0 \| 0 \| 7 \| |    |    |    |    |    |
| Kuwait @Corea del Sur | 1  | 2  | 3  | 4  | T  |
| Corea del Sur | 21 | 14 | 20 | 14 | 69 |
| Kuwait | 0  | 7  | 0  | 0  | 7  |

### Campeonato de Europa de Fútbol Americano de 2014
Los equipos de Europa tienen sus entrada al mundial participando en el Campeonato de Europa de Fútbol Americano de 2014. Donde los tres mejores equipos consiguen la entrada al mundial.

#### Alemania vs Austria
Alemania consiguió entrar al mundial al ser campeón del campeonato europeo venciendo en la final a la selección de Austria, Austria siendo subcampeón del torneo también consigue una entrada al mundial. Alemania llegará al mundial siendo bicampeón de Europa con un marcador en la final de 30-27 en tiempos extra.
| \| Austria @Alemania \| 1 \| 2 \| 3 \| 4 \| TE \| T \| \| ----------------- \| -- \| - \| - \| - \| -- \| -- \| \| Alemania \| 14 \| 0 \| 0 \| 3 \| 13 \| 30 \| \| Austria \| 0 \| 9 \| 0 \| 8 \| 10 \| 27 \| |    |   |   |   |    |    |
| Austria @Alemania | 1  | 2 | 3 | 4 | TE | T  |
| Alemania | 14 | 0 | 0 | 3 | 13 | 30 |
| Austria | 0  | 9 | 0 | 8 | 10 | 27 |

#### Francia vs Finlandia
El último lugar lo ocupa Francia ya que quedó en tercer lugar del campeonato europeo venciendo a Finlandia en el partido por la medalla de bronce con un marcador de 21-35.